# Cénac-et-Saint-Julien
Pour les articles homonymes, voir Saint-Julien.
Cénac-et-Saint-Julien est une commune française, située dans le département de la Dordogne, en région Nouvelle-Aquitaine.

## Géographie

### Généralités

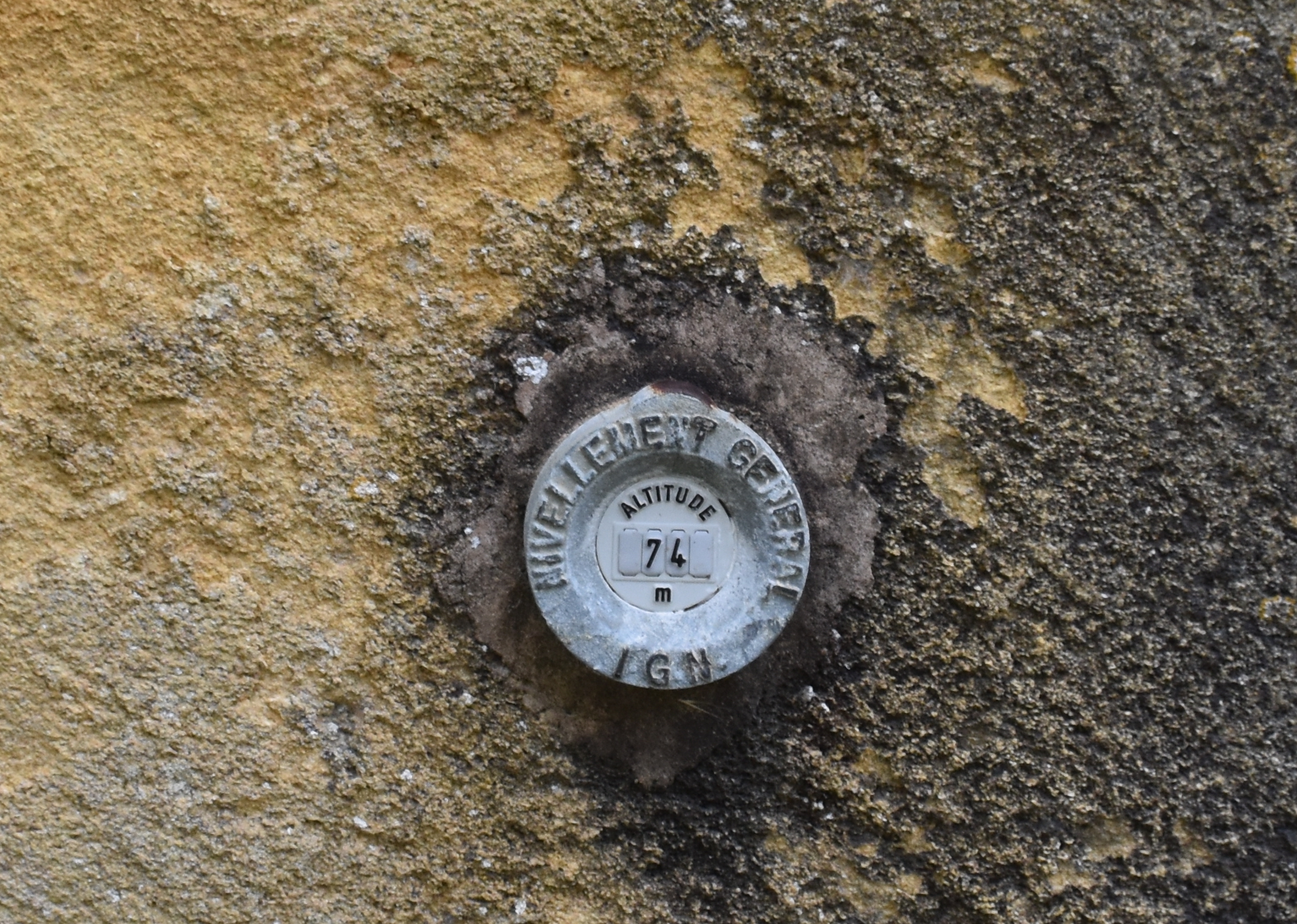
Borne de nivellement sur le mur de l'église - Altitude 74 m.jpg.

Dans le quart sud-est du département de la Dordogne, au pied de la bastide de Domme et bordée au nord par la Dordogne, Cénac-et-Saint-Julien est une commune du Périgord noir. C'est une commune rurale qui fait partie de l'aire d'attraction de Sarlat-la-Canéda.
À l'intersection des routes départementales (RD) 45, 49 et 50, le bourg de Cénac se situe, en distances orthodromiques, onze kilomètres au sud du centre-ville de Sarlat-la-Canéda et seize kilomètres au nord-ouest de celui de Gourdon. Le petit bourg de Saint-Julien est quant à lui situé trois kilomètres plus au nord-ouest.
Le territoire communal est également brièvement desservi dans le sud par la RD 60.
Entre Domme et Castelnaud-la-Chapelle, le sentier de grande randonnée GR 64 traverse le territoire communal d'est en ouest sur quatre kilomètres en deux tronçons, passant dans les bourgs de Cénac et de Saint-Julien.

### Communes limitrophes

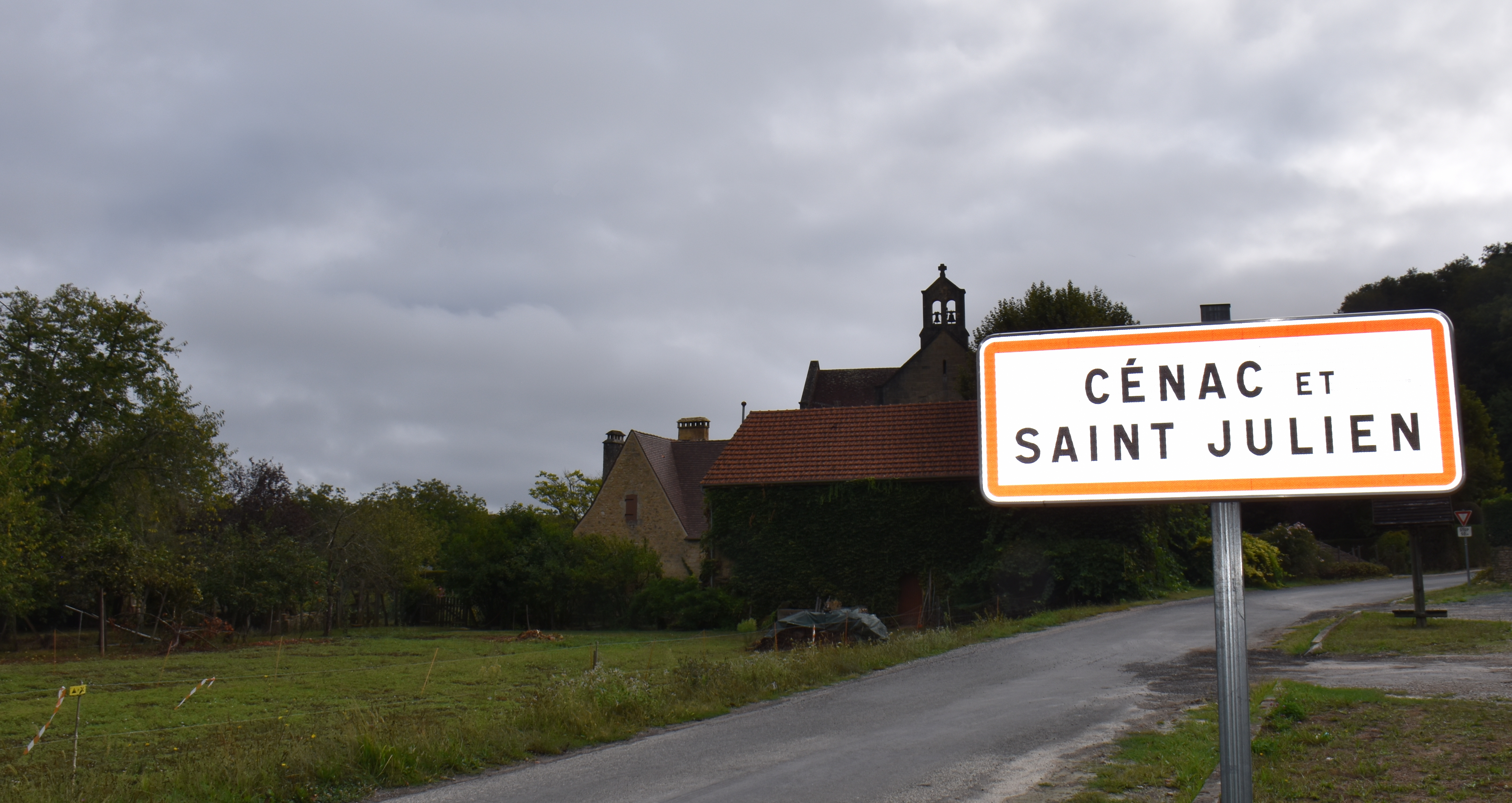
Une entrée du bourg.

Cénac-et-Saint-Julien est limitrophe de huit autres communes.
| Vézac, Castelnaud-la-Chapelle | La Roque-Gageac       |                                   |
| Saint-Cybranet                | Cénac-et-Saint-Julien | Domme                             |
|                               | Daglan                | Nabirat, Saint-Martial-de-Nabirat |

### Géologie et relief

#### Géologie
Situé sur la plaque nord du Bassin aquitain et bordé à son extrémité nord-est par une frange du Massif central, le département de la Dordogne présente une grande diversité géologique. Les terrains sont disposés en profondeur en strates régulières, témoins d'une sédimentation sur cette ancienne plate-forme marine. Le département peut ainsi être découpé sur le plan géologique en quatre gradins différenciés selon leur âge géologique. Cénac-et-Saint-Julien est située dans le troisième gradin à partir du nord-est, un plateau formé de calcaires hétérogènes du Crétacé.
Les couches affleurantes sur le territoire communal sont constituées de formations superficielles du Quaternaire datant du Cénozoïque et de roches sédimentaires du Mésozoïque. La formation la plus ancienne, notée j6-7, date du Kimméridgien terminal au Tithonien, composée de calcaires micritiques en petits bancs alternant avec des bancs marneux à lumachelles. La formation la plus récente, notée Eg, fait partie des formations superficielles de type grèze ou colluvions fluvio-glaciaires calcaires cimentées. Le descriptif de ces couches est détaillé dans  les feuilles « no 808 - Sarlat-la-Canéda » et « no 832 - Gourdon » de la carte géologique au 1/50 000 de la France métropolitaine, et leurs notices associées,.

Carte géologique de Cénac-et-Saint-Julien.

#### Relief et paysages

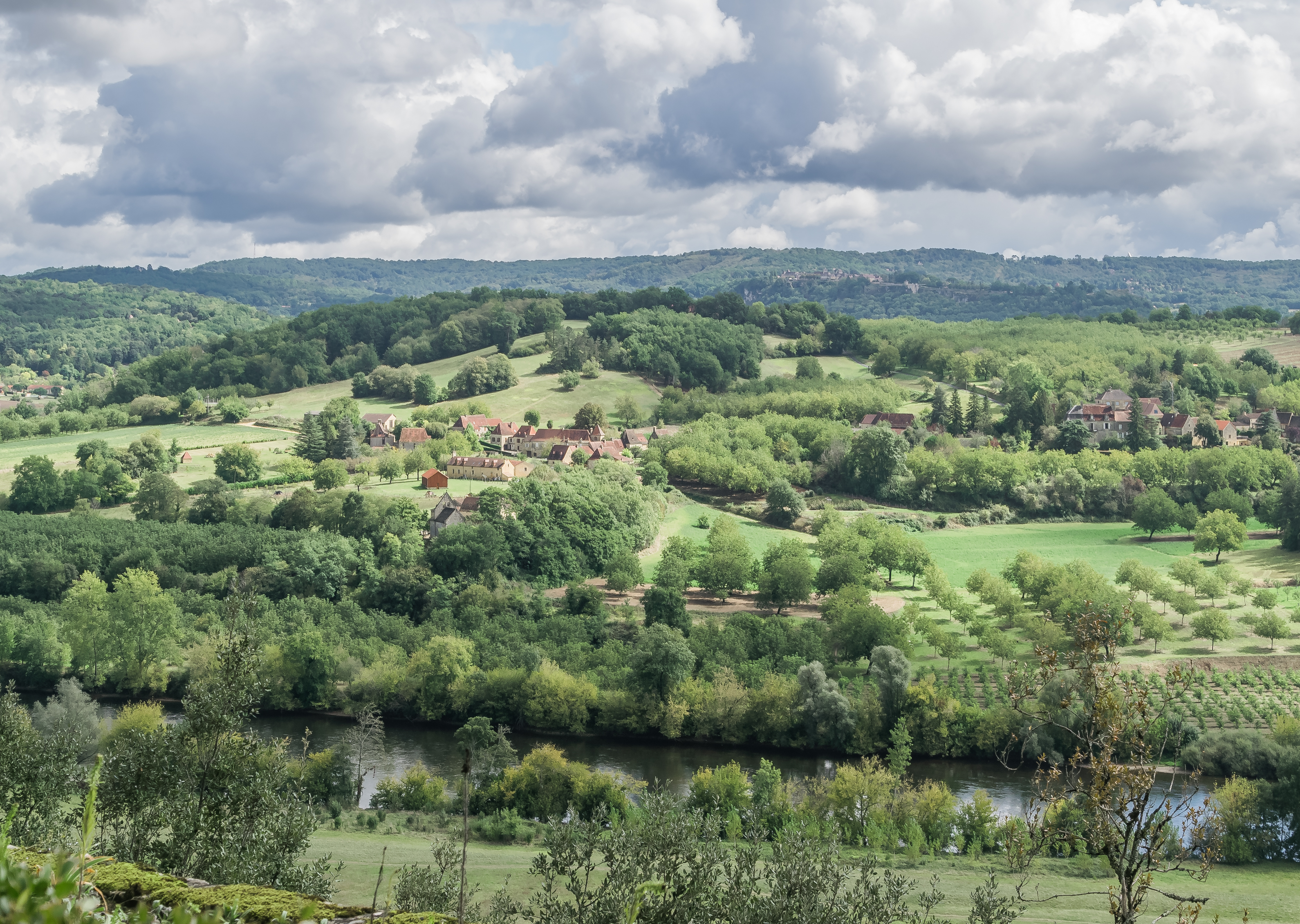
La Dordogne et le village de Saint-Julien.

Le département de la Dordogne se présente comme un vaste plateau incliné du nord-est (491 m, à la forêt de Vieillecour dans le Nontronnais, à Saint-Pierre-de-Frugie) au sud-ouest (2 m à Lamothe-Montravel). L'altitude du territoire communal varie quant à elle entre 60 m et 252 m,.
Dans le cadre de la Convention européenne du paysage entrée en vigueur en France le 1er juillet 2006, renforcée par la loi du 8 août 2016 pour la reconquête de la biodiversité, de la nature et des paysages, un atlas des paysages de la Dordogne a été élaboré sous maîtrise d’ouvrage de l’État et publié en octobre 2020. Les paysages du département s'organisent en huit unités paysagères et 14 sous-unités. La commune fait partie du Périgord noir, un paysage vallonné et forestier, qui ne s’ouvre que ponctuellement autour de vallées-couloirs et d’une multitude de clairières de toutes tailles. Il s'étend du nord de la Vézère au sud de la Dordogne (en amont de Lalinde) et est riche d’un patrimoine exceptionnel.
La superficie cadastrale de la commune publiée par l'Insee, qui sert de référence dans toutes les statistiques, est de 19,87 km2,,. La superficie géographique, issue de la BD Topo, composante du Référentiel à grande échelle produit par l'IGN, est quant à elle de 20,59 km2.

### Hydrographie

#### Réseau hydrographique
La commune est située dans le bassin de la Dordogne au sein du Bassin Adour-Garonne. Elle est drainée par la Dordogne, le Céou, le Riol et par deux petits cours d'eau, qui constituent un réseau hydrographique de 9 km de longueur totale,.
La Dordogne, d'une longueur totale de 483,1 km, prend naissance sur les flancs du puy de Sancy (1 885 m), dans la chaîne des monts Dore, traverse six départements dont la Dordogne dans sa partie sud, et conflue avec la Garonne à Bayon-sur-Gironde, pour former l'estuaire de la Gironde,. Elle borde la commune au nord sur plus de quatre kilomètres, en deux tronçons, face à La Roque-Gageac et Vézac.
Le Céou, d'une longueur totale de 55,07 km, prend sa source dans le Lot dans la commune de Séniergues et se jette en rive gauche de la Dordogne à Castelnaud-la-Chapelle, face à Vézac. Il sert de limite naturelle au sud-ouest sur près de 700 mètres face à Saint-Cybranet.
Son affluent de rive droite le Riol prend sa source dans le sud de la commune qu'il arrose sur 600 mètres dont près de 400 mètres en limite de Saint-Martial-de-Nabirat.

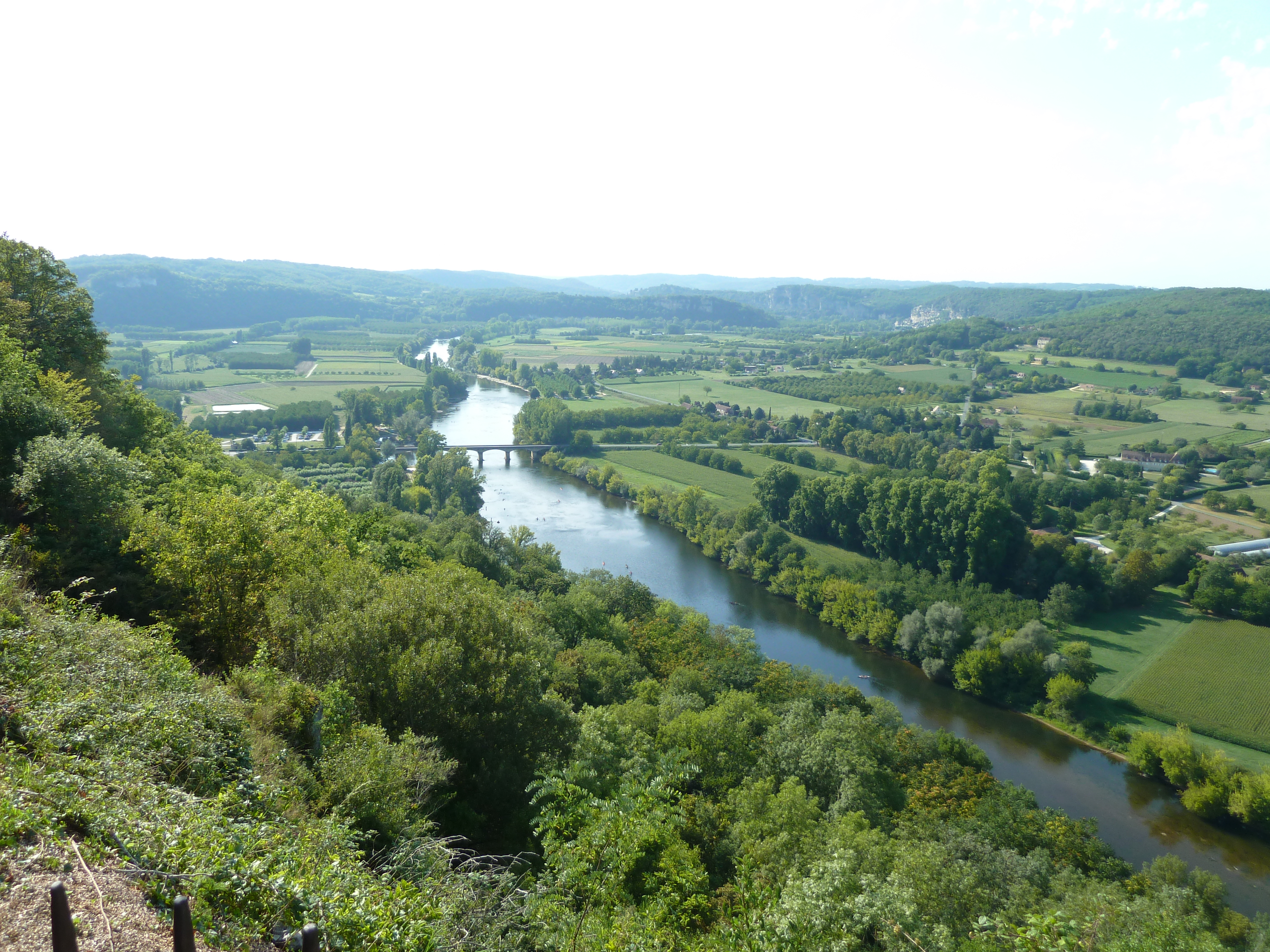
Depuis Domme, vue sur la Dordogne et le pont de Cénac qui relie les communes de Cénac-et-Saint-Julien (à gauche) et La Roque-Gageac.
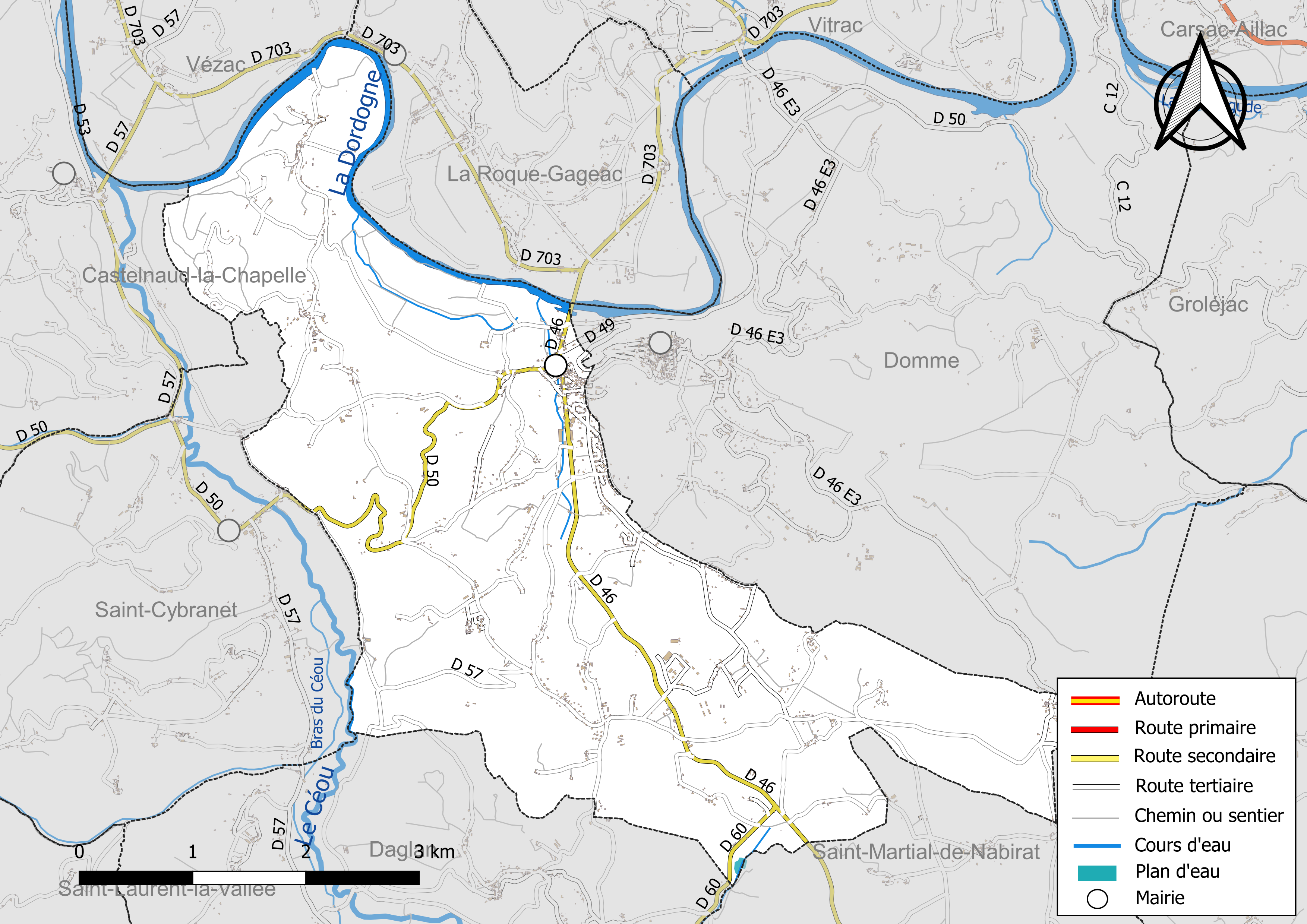
Réseaux hydrographique et routier de Cénac-et-Saint-Julien.

#### Gestion et qualité des eaux
Le territoire communal est couvert par le schéma d'aménagement et de gestion des eaux (SAGE) « Dordogne amont ». Ce document de planification, dont le territoire s'étend des sources de la Dordogne jusqu'à la confluence de la Vézère à Limeuil, d'une superficie de 9 700 km2 est en cours d'élaboration. La structure porteuse de l'élaboration et de la mise en œuvre est l'établissement public territorial de bassin de la Dordogne (EPIDOR). Il définit sur son territoire les objectifs généraux d’utilisation, de mise en valeur et de protection quantitative et qualitative des ressources en eau superficielle et souterraine, en respect des objectifs de qualité définis dans le troisième SDAGE  du Bassin Adour-Garonne qui couvre la période 2022-2027, approuvé le 10 mars 2022.
La qualité des eaux de baignade et des cours d’eau peut être consultée sur un site dédié géré par les agences de l’eau et l’Agence française pour la biodiversité.

### Climat
Pour des articles plus généraux, voir Climat de la Nouvelle-Aquitaine et Climat de la Dordogne.
Historiquement, la commune est exposée à un climat océanique aquitain.  
En 2020, Météo-France publie une typologie des climats de la France métropolitaine dans laquelle la commune est exposée à un climat océanique altéré et est dans une zone de transition entre les régions climatiques « Aquitaine, Gascogne » et « Ouest et nord-ouest du Massif Central ». La première est caractérisée par une pluviométrie abondante au printemps, modérée en automne, un faible ensoleillement au printemps, un été chaud (19,5 °C), des vents faibles, des brouillards fréquents en automne et en hiver et des orages fréquents en été (15 à 20 jours).  La seconde présente une pluviométrie annuelle de 900 à 1 500 mm, maximale en automne et en hiver.
Pour la période 1971-2000, la température annuelle moyenne est de 12,9 °C, avec  une amplitude thermique annuelle de 15,6 °C. Le cumul annuel moyen de précipitations est de 907 mm, avec 11,9 jours de précipitations en janvier et 6,8 jours en juillet. Pour la période 1991-2020, la température moyenne annuelle observée sur la station météorologique la plus proche, située sur la commune de Pays de Belvès à 16 km à vol d'oiseau, est de 13,0 °C et le cumul annuel moyen de précipitations est de 888,2 mm,. Pour l'avenir, les paramètres climatiques de la commune estimés pour 2050 selon différents scénarios d’émission de gaz à effet de serre sont consultables sur un site dédié publié par Météo-France en novembre 2022.

### Milieux naturels et biodiversité

#### Natura 2000
La Dordogne est un site du réseau Natura 2000 limité aux départements de la Dordogne et de la Gironde, et qui concerne les 103 communes riveraines de la Dordogne, dont Cénac-et-Saint-Julien,. Seize espèces animales et une espèce végétale inscrites à l'annexe II de la directive 92/43/CEE de l'Union européenne y ont été répertoriées.
La zone Coteaux calcaires de la vallée de la Dordogne, qui s'étend au total sur 3 686 hectares et est partagée avec vingt-quatre autres communes, fait également partie du réseau Natura 2000,. Deux espèces de chauves-souris inscrites à l'annexe II de la directive 92/43/CEE de l'Union européenne y ont été répertoriées : le Grand rhinolophe (Rhinolophus ferrumequinum) et le Petit rhinolophe (Rhinolophus hipposideros). Sur la commune, elle s'étend sur environ un tiers d'hectare et correspond au coteau situé en bordure de la route départementale 49, en limite de Domme.

#### ZNIEFF
Cénac-et-Saint-Julien fait partie des 102 communes concernées par la zone naturelle d'intérêt écologique, faunistique et floristique (ZNIEFF) de type II « La Dordogne »,, dans laquelle ont été répertoriées huit espèces animales déterminantes et cinquante-sept espèces végétales déterminantes, ainsi que quarante-trois autres espèces animales et trente-neuf autres espèces végétales.

## Urbanisme

### Typologie
Au 1er janvier 2024, Cénac-et-Saint-Julien est catégorisée commune rurale à habitat dispersé, selon la nouvelle grille communale de densité à 7 niveaux définie par l'Insee en 2022.
Elle est située hors unité urbaine. Par ailleurs la commune fait partie de l'aire d'attraction de Sarlat-la-Canéda, dont elle est une commune de la couronne,. Cette aire, qui regroupe 45 communes, est catégorisée dans les aires de moins de 50 000 habitants,.

### Occupation des sols
L'occupation des sols de la commune, telle qu'elle ressort de la base de données européenne d’occupation biophysique des sols Corine Land Cover (CLC), est marquée par l'importance des territoires agricoles (56,2 % en 2018), en diminution par rapport à 1990 (58,1 %). La répartition détaillée en 2018 est la suivante : 
zones agricoles hétérogènes (42,5 %), forêts (38,7 %), prairies (9,9 %), terres arables (3,8 %), zones urbanisées (3,5 %), eaux continentales (1,6 %). L'évolution de l’occupation des sols de la commune et de ses infrastructures peut être observée sur les différentes représentations cartographiques du territoire : la carte de Cassini (XVIIIe siècle), la carte d'état-major (1820-1866) et les cartes ou photos aériennes de l'IGN pour la période actuelle (1950 à aujourd'hui).

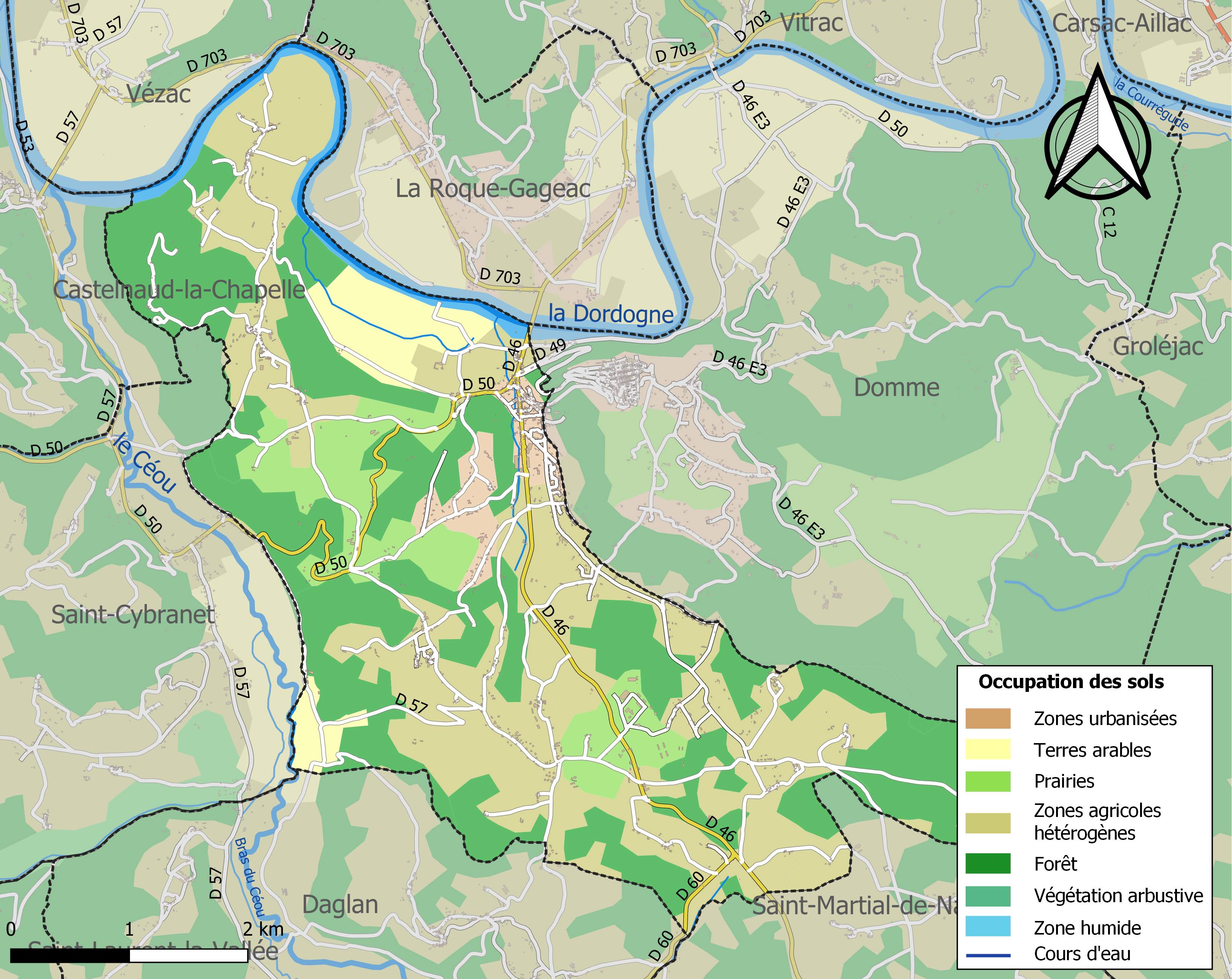
Carte des infrastructures et de l'occupation des sols de la commune en 2018 (CLC).

### Prévention des risques
Le territoire de la commune de Cénac-et-Saint-Julien est vulnérable à différents aléas naturels : météorologiques (tempête, orage, neige, grand froid, canicule ou sécheresse), inondations, feux de forêts, mouvements de terrains et séisme (sismicité très faible). Il est également exposé à un risque technologique, la rupture d'un barrage. Un site publié par le BRGM permet d'évaluer simplement et rapidement les risques d'un bien localisé soit par son adresse soit par le numéro de sa parcelle.

#### Risques naturels
Certaines parties du territoire communal sont susceptibles d’être affectées par le risque d’inondation par débordement de cours d'eau, notamment la Dordogne et le Céou. La commune a été reconnue en état de catastrophe naturelle au titre des dommages causés par les inondations et coulées de boue survenues en 1982, 1989, 1993, 1996, 1997, 1999, 2000 et 2021,. Le risque inondation est pris en compte dans l'aménagement du territoire de la commune par le biais du plan de prévention des risques inondation (PPRI) de la « vallée de la Dordogne amont »  approuvé le 15 avril 2011, pour les crues de la Dordogne,.
Cénac-et-Saint-Julien est exposée au risque de feu de forêt. L’arrêté préfectoral du 14 mars 2013 fixe les conditions de pratique des incinérations et de brûlage dans un objectif de réduire le risque de départs d’incendie. À ce titre, des périodes sont déterminées : interdiction totale du 15 février au 15 mai et du 15 juin au 15 octobre, utilisation réglementée du 16 mai au 14 juin et du 16 octobre au 14 février. En septembre 2020, un plan inter-départemental de protection des forêts contre les incendies (PidPFCI) a été adopté pour la période 2019-2029,.

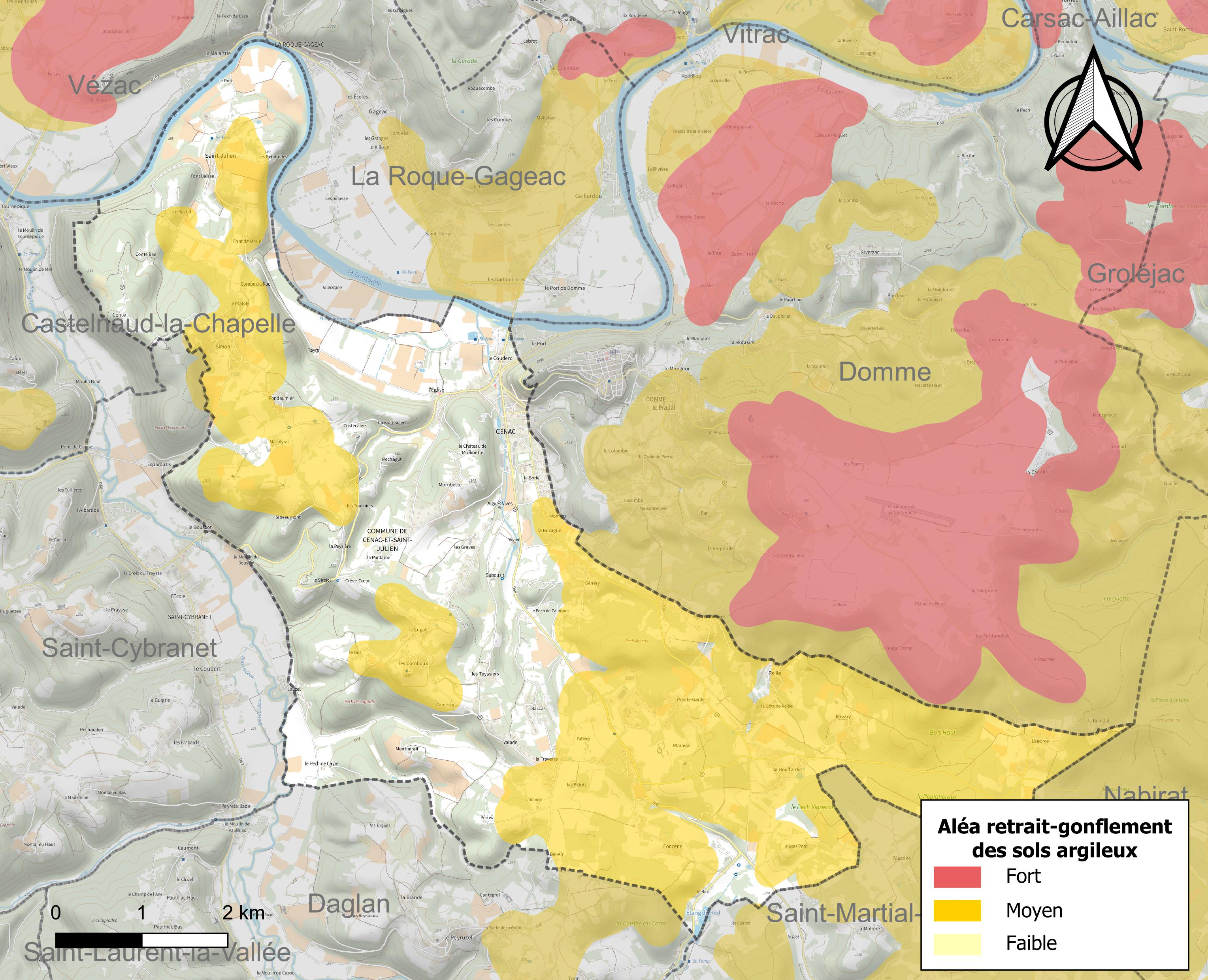
Carte des zones d'aléa retrait-gonflement des sols argileux de Cénac-et-Saint-Julien.

Les mouvements de terrains susceptibles de se produire sur la commune sont des tassements différentiels. Le retrait-gonflement des sols argileux est susceptible d'engendrer des dommages importants aux bâtiments en cas d’alternance de périodes de sécheresse et de pluie. 48,3 % de la superficie communale est en aléa moyen ou fort (58,6 % au niveau départemental et 48,5 % au niveau national métropolitain). Depuis le 1er octobre 2020, en application de la loi ÉLAN, différentes contraintes s'imposent aux vendeurs, maîtres d'ouvrages ou constructeurs de biens situés dans une zone classée en aléa moyen ou fort,.
La commune a été reconnue en état de catastrophe naturelle au titre des dommages causés par la sécheresse en 2005 et par des mouvements de terrain en 1999.

#### Risque technologique
La commune est en outre située en aval du barrage de Bort-les-Orgues, un ouvrage de classe A situé dans le département de la Corrèze et faisant l'objet d'un PPI depuis 2009. À ce titre elle est susceptible d’être touchée par l’onde de submersion consécutive à la rupture de cet ouvrage.

## Toponymie
De par sa proximité avec Domme, Cénac est aussi appelé « Domme-Basse » ou « Domme vieille » dans les actes anciens.
Cénac doit son nom à un personnage gallo-roman Cennus suivi du suffixe -acum signifiant le « domaine de Cennus ». Saint-Julien tire son nom de Julien de Brioude, soldat romain martyrisé en l'an 304.
En occitan, la commune porte le nom de Senac e Sent Julian.

## Histoire
Le territoire communal fut occupé dès le Paléolithique moyen comme le prouvent les fouilles réalisées dans la grotte Vaufrey. Ce site a également livré de nombreux objets de l'âge du bronze.
L'abbaye de Moissac a fondé un prieuré à Cénac à la fin du XIe siècle.
Les premières apparitions écrites connues des lieux remontent au milieu du XIIe siècle (Senaco) et du XVIe siècle (Sanctus Julianus).
En 1827, les communes de Cénac et de Saint-Julien-de-Castelnaud fusionnent sous le nom de Cénac-et-Saint-Julien.
La commune a été décorée de la croix de guerre 1939-1945 le 11 novembre 1948, distinction également attribuée à dix-huit autres communes de la Dordogne.

## Politique et administration

### Administration municipale
La population de la commune étant comprise entre 500 et 1 499 habitants au recensement de 2017, quinze conseillers municipaux ont été élus en 2020,.

### Liste des maires

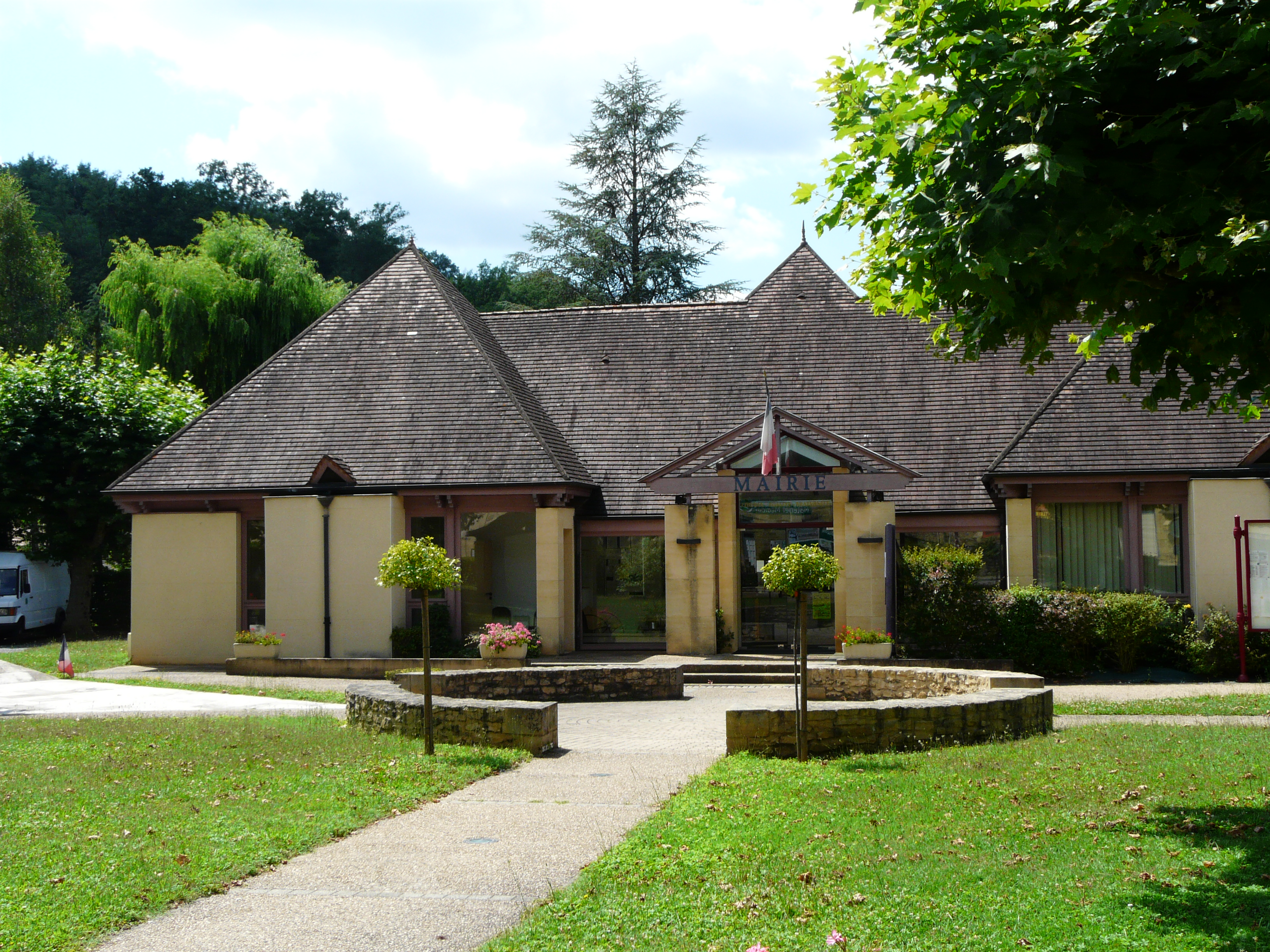
La mairie.

| Période                                  | Période  | Identité               | Étiquette | Qualité                                                                                    |
| ---------------------------------------- | -------- | ---------------------- | --------- | ------------------------------------------------------------------------------------------ |
| Les données manquantes sont à compléter. |          |                        |           |                                                                                            |
|                                          |          |                        |           |                                                                                            |
| 1977                                     | 1995     | René Magnanou          | PS        | Agriculteur, président de la chambre d'agriculture de la Dordogne (1976-1989)              |
| juin 1995                                | mai 2020 | Rémi Jalès             | PS        | Retraité                                                                                   |
| mai 2020                                 | En cours | Joëlle Debet Duverneix | DVG       | Retraitée - Vice-présidente de la communauté de communes de Domme-Villefranche du Périgord |

## Équipements et services publics

### Justice
Dans le domaine judiciaire, Cénac-et-Saint-Julien relève : 
- du tribunal de proximité de Sarlat-la-Canéda ;
- du tribunal judiciaire, du tribunal pour enfants, du conseil de prud'hommes et du tribunal de commerce de Bergerac ;
- du pôle Nationalité du tribunal judiciaire de Périgueux (compétent uniquement dans le domaine de la nationalité) ;
- de la cour d'appel et de la  cour administrative d'appel de Bordeaux.

## Population et société

### Démographie
Jusqu'en 1827, les communes de Cénac et de Saint-Julien-de-Castelnaud étaient indépendantes.

#### Démographie de Saint-Julien-de-Castelnaud
| 1793 | 1800 | 1806 | 1821 |
| ---- | ---- | ---- | ---- |
| -    | 123  | 148  | 161  |

#### Démographie de Cénac, puis de Cénac-et-Saint-Julien
En 1827, Saint-Julien-de-Castelnaud fusionne avec Cénac qui devient Cénac-et-Saint-Julien.
L'évolution du nombre d'habitants est connue à travers les recensements de la population effectués dans la commune depuis 1793. Pour les communes de moins de 10 000 habitants, une enquête de recensement portant sur toute la population est réalisée tous les cinq ans, les populations de référence des années intermédiaires étant quant à elles estimées par interpolation ou extrapolation. Pour la commune, le premier recensement exhaustif entrant dans le cadre du nouveau dispositif a été réalisé en 2006.

En 2022, la commune comptait 1 189 habitants, en évolution de −1,33 % par rapport à 2016 (Dordogne : +0,37 %, France hors Mayotte : +2,11 %).
| 1793  | 1800 | 1806 | 1821 | 1831  | 1836  | 1841  | 1846  | 1851  |
| ----- | ---- | ---- | ---- | ----- | ----- | ----- | ----- | ----- |
| 1 109 | 807  | 924  | 939  | 1 206 | 1 334 | 1 381 | 1 385 | 1 438 |

| 1856  | 1861  | 1866  | 1872  | 1876  | 1881  | 1886  | 1891  | 1896  |
| ----- | ----- | ----- | ----- | ----- | ----- | ----- | ----- | ----- |
| 1 507 | 1 515 | 1 415 | 1 411 | 1 526 | 1 471 | 1 376 | 1 525 | 1 266 |

| 1901  | 1906  | 1911  | 1921  | 1926  | 1931  | 1936 | 1946 | 1954 |
| ----- | ----- | ----- | ----- | ----- | ----- | ---- | ---- | ---- |
| 1 193 | 1 180 | 1 144 | 1 007 | 1 020 | 1 013 | 986  | 946  | 810  |

| 1962 | 1968 | 1975 | 1982 | 1990 | 1999  | 2006  | 2011  | 2016  |
| ---- | ---- | ---- | ---- | ---- | ----- | ----- | ----- | ----- |
| 832  | 811  | 825  | 900  | 993  | 1 068 | 1 193 | 1 194 | 1 205 |

| 2021  | 2022  | - | - | - | - | - | - | - |
| ----- | ----- | - | - | - | - | - | - | - |
| 1 194 | 1 189 | - | - | - | - | - | - | - |

### Sports
- En mars, le « Grand Prix de Cénac », épreuve cycliste longue de 100 km (72e édition en 2024[72]).
- Le club de rugby de l'US Cénac, qui représente la commune au sein de la ligue Nouvelle-Aquitaine, a été créé en 1985. Lors de la saison 2021-2022, les T-Rexs décrochent le bouclier du terroir face au Club olympique Périgueux-Ouest[réf. nécessaire].

### Manifestations culturelles et festivités
Au printemps, foire aux fleurs dans le bourg de Cénac (29e édition en avril 2019).

## Économie

### Emploi
En 2015, parmi la population communale comprise entre 15 et 64 ans, les actifs représentent 503 personnes, soit 41,9 % de la population municipale. Le nombre de chômeurs (85) a augmenté par rapport à 2010 (74) et le taux de chômage de cette population active s'établit à 16,8 %.

### Établissements
Au 31 décembre 2015, la commune compte 162 établissements, dont 103 au niveau des commerces, transports ou services, 21 dans l'agriculture, la sylviculture ou la pêche, 17 relatifs au secteur administratif, à l'enseignement, à la santé ou à l'action sociale, 12 dans la construction, et 9 dans l'industrie.

### Entreprises
Parmi les entreprises dont le siège social est en Dordogne, la société Cerno (commerce de gros interentreprises alimentaire spécialisé divers) située à Cénac-et-Saint-Julien se classe à la 28e position quant au chiffre d'affaires hors taxes en 2015-2016, avec 32 794 k€. Tous secteurs confondus, elle se classe 5e, quant au chiffre d'affaires à l'exportation, avec 18 143 k€.
Parmi les entreprises dont le siège social est en Dordogne, trois sociétés situées à Cénac-et-Saint-Julien se classent parmi les cinquante premières de leur secteur d'activité quant au chiffre d'affaires hors taxes en 2015-2016 :
- dans le commerce[79] :
  - Cerno est 13e ;
  - Coop Cerno du Périgord noir (commerce de gros interentreprises alimentaire spécialisé divers) se classe 49e avec 12 782 k€ ;
- dans l'agroalimentaire, Vidal Foies gras (préparation industrielle de produits à base de viande) se classe 48e avec 1 267 k€[80].

## Culture locale et patrimoine

### Lieux et monuments
- L'église Notre-Dame-de-la-Nativité de Cénac[81], église romane du XIIe siècle, partiellement détruite par Geoffroy de Vivans pendant les guerres de religion, reconstruite au début du XXe siècle. Les absidioles ont été récemment restaurées.
- L'église Saint-Julien au hameau de Saint-Julien, classée monument historique le 12 septembre 1977[82].
- Le château du Thouron construit au XVIIe et XVIIIe siècles[83]. Le château est surtout célèbre pour accueillir dans le parc le platane Thermidor, planté au XVIIIe siècle.
- Le platane du château du Thouron qui s'appelle « Thermidor » fait partie des arbres remarquables de France[84]. Planté en 1735 par la famille de Maleville, il a vu la Révolution de 1789. Il mesure 7,60 m de tour de taille à 1,30 m du sol, 45 m environ de hauteur et 33 m d'envergure[Note 10],[84].
- Le château de Maraval, avec logis encadré de deux tours rondes, date du XVIe siècle[85]. Il a été transformé en hôtel de luxe[86].
- Le château de Montmirail, attesté au XVe siècle, a été reconstruit au XXe siècle[87].

### Personnalités liées à la commune
- François Taillefer (1836-1908) est un homme politique né et décédé à Cénac.
- Albert Cahuet (1877-1942), journaliste et écrivain, a vécu à Fondaumier, hameau de Cénac. Il est l'auteur de Pontcarral.
- Lucien de Maleville (1881-1964), artiste qui a peint la campagne sarladaise.
- Georges Boulanger (1913-1976), sénateur du Pas-de-Calais de 1952 à 1965, y possédait une demeure sur les hauteurs de la ville.
- Franck Dubosc (1963-), acteur et humoriste, est venu dans sa jeunesse en vacances estivales au camping de Cénac durant de nombreuses années avec sa famille.

### Héraldique
| Blason de Cénac-et-Saint-Julien | Blason  | Parti : au 1er d'azur au lion d'or, armé, lampassé et couronné de gueules, au 2d d'or à la nef d'azur. |
| Blason de Cénac-et-Saint-Julien | Détails | Le premier est aux armes de la famille Dufaure, qui possédait des biens à Montmirail, à Cénac. Le second est attribut de saint Julien, patron qui donna son nom à Saint-Julien. Le statut officiel du blason reste à déterminer. |